# Mușcel, Dâmbovița
Mușcel este un sat în comuna Moroeni din județul Dâmbovița, Muntenia, România.
În anul 2012 satul avea 60 de locuitori.